# 石潭駅
石潭駅（せきたんえき、中文表記: 石潭站）は、中華人民共和国広東省広州市白雲区石槎路と潭渓路の交差点にある広州地下鉄8号線の駅である。駅番号は8/05。

## 歴史
計画時の仮駅名は「平沙駅」であった。
- 2020年11月26日：開業[2]。
- 2023年12月26日：国鉄広州白雲駅との地下連絡通路の供用が開始されました。

## 駅構造
島式ホーム1面2線を有する地下駅。コンコースは地下1階に、ホームは地下2階に位置しています。地下1階には国鉄広州白雲駅との連絡通路が設けられており、歩行距離が長いため、通路内には6組（計12台）の動く歩道が設置されています。

### のりば
| 番線 | 路線    | 行先       |
| ---- | ------- | ---------- |
| 1    | ■ 8号線 | 滘心方面   |
| 2    | ■ 8号線 | 万勝囲方面 |

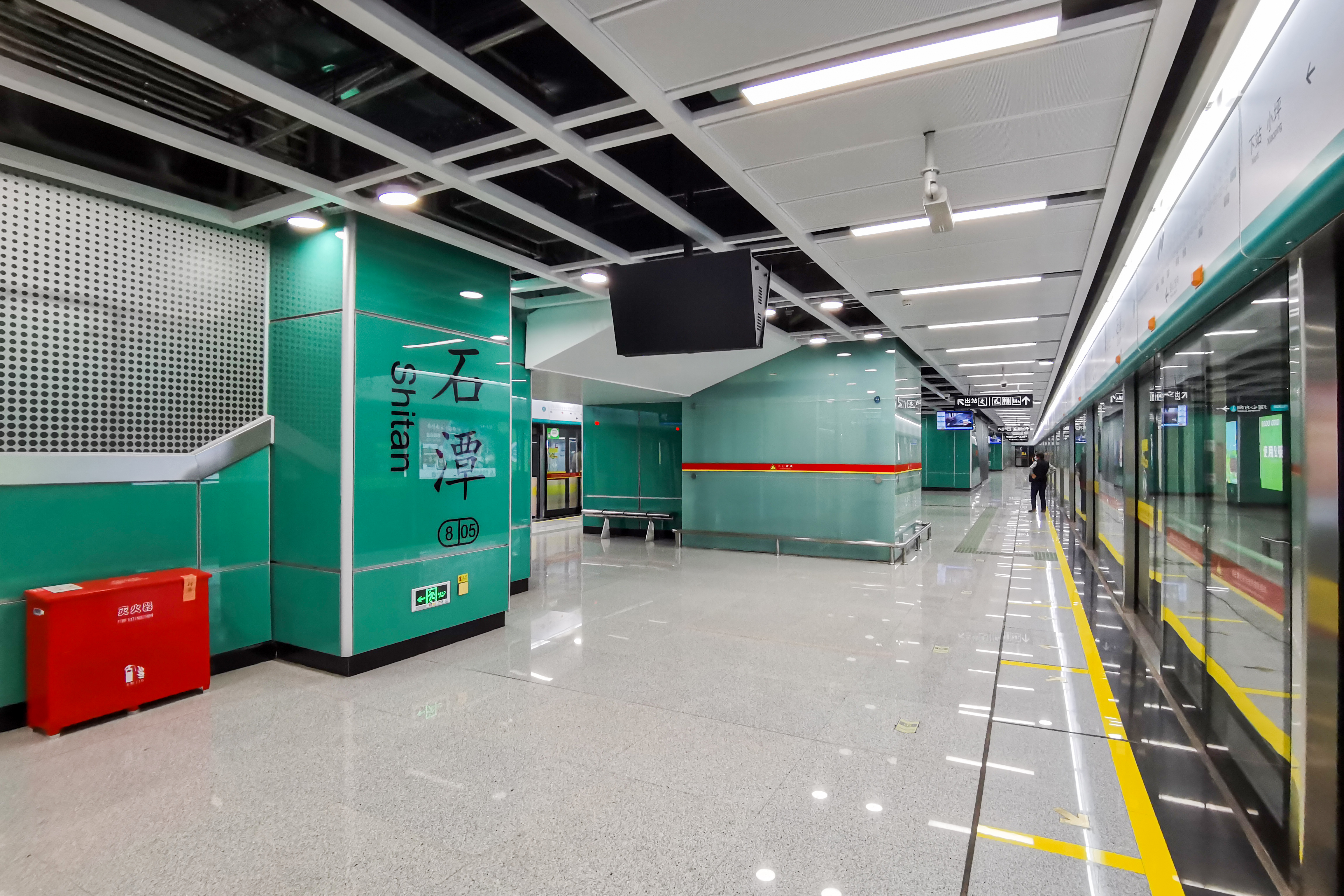
ホーム
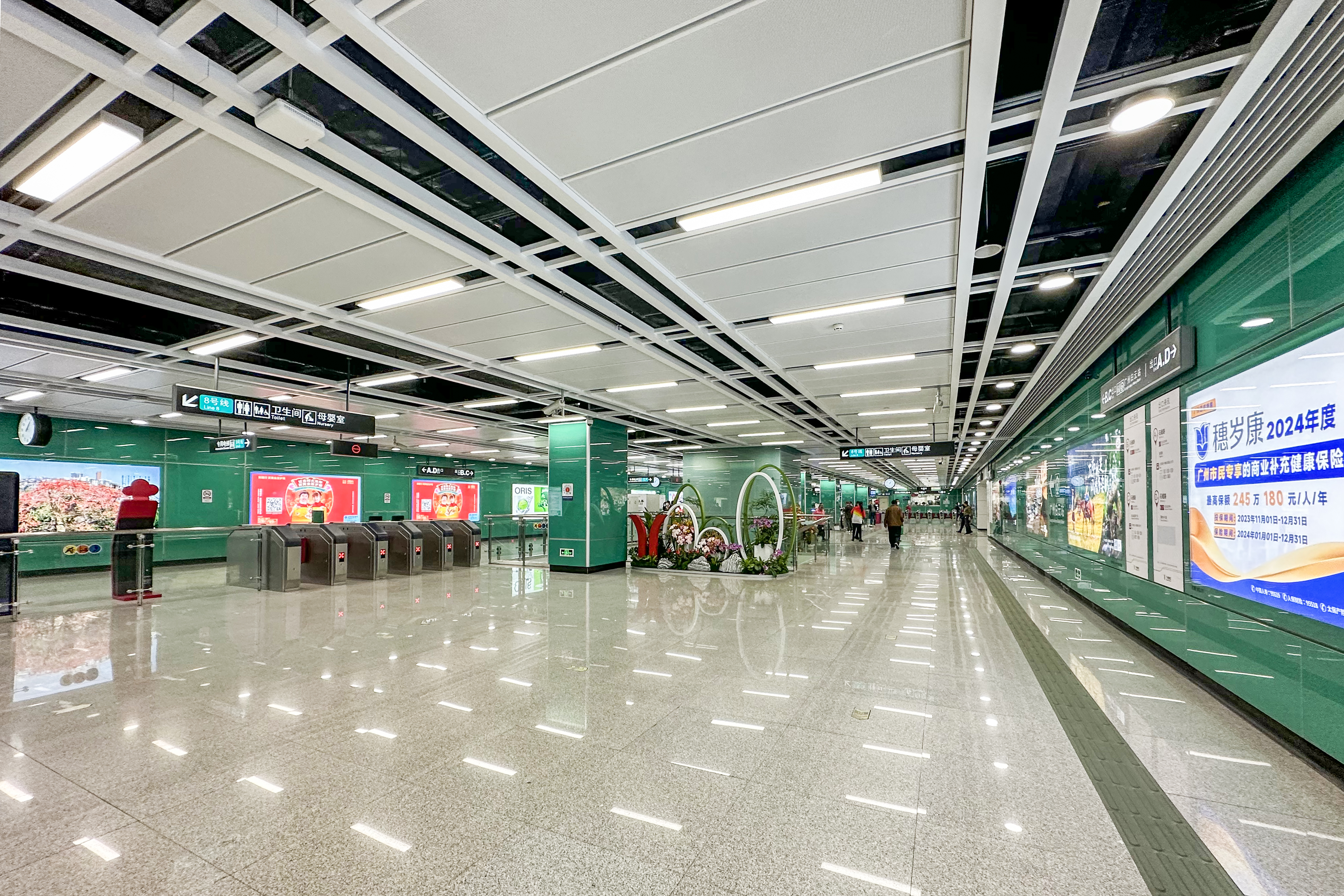
コンコース
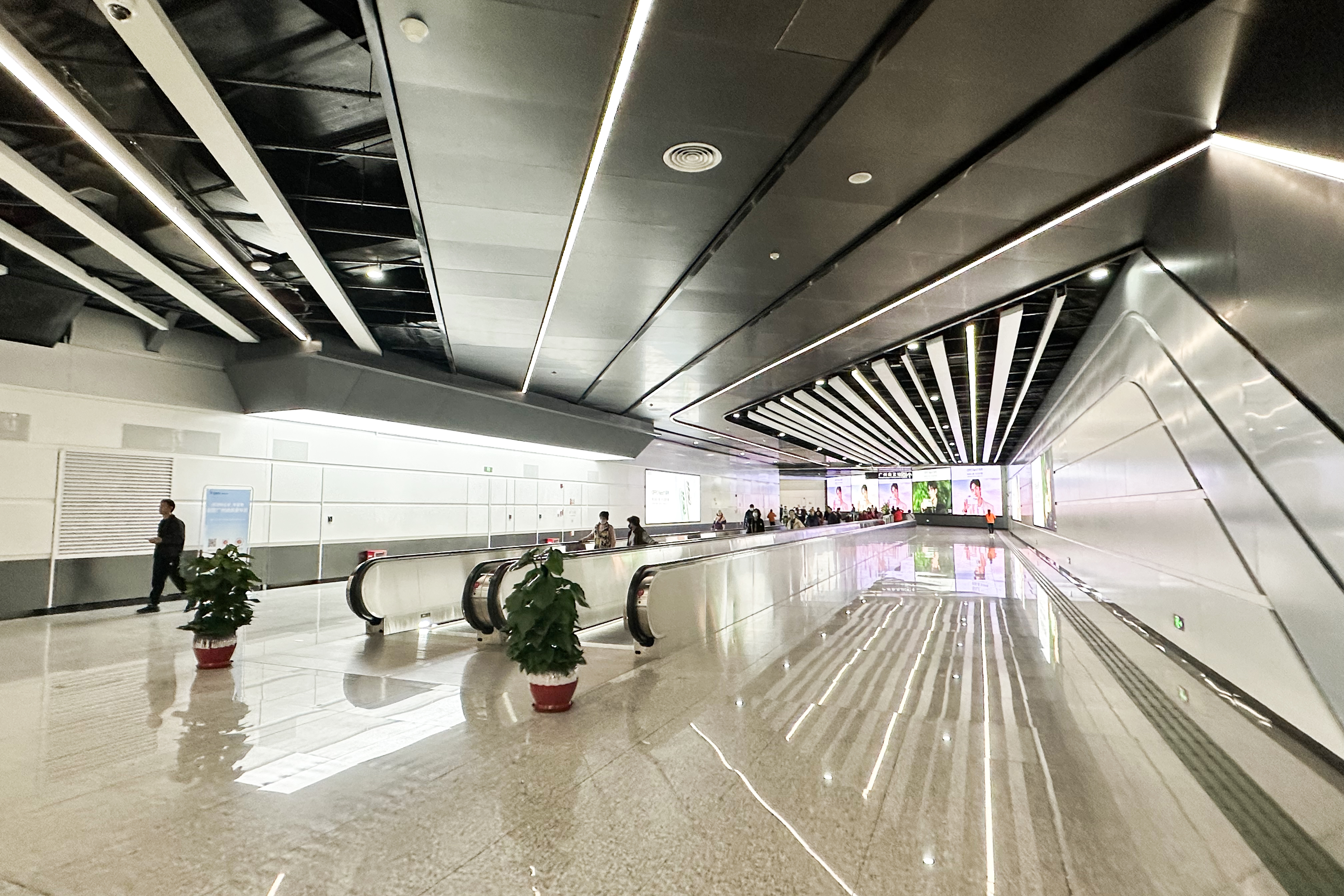
広州白雲駅連絡通路

## 駅周辺

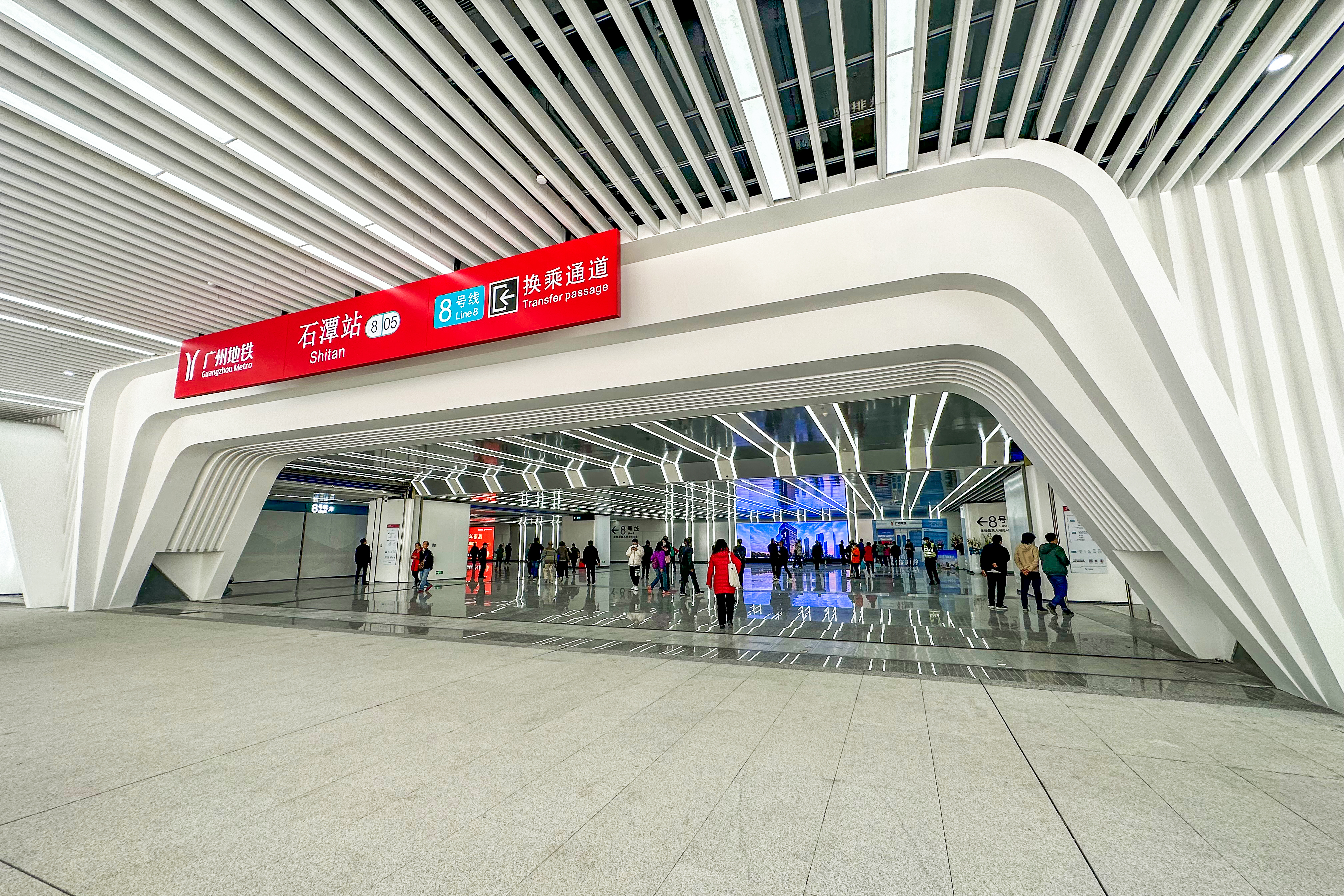
広州白雲駅直結口

- 中国国鉄 広州白雲駅
- 好運来家具広場
- 長盛国際

## 隣の駅
広州地下鉄
■ 8号線
小坪駅 804 - 石潭駅 805 - 聚竜駅 806